# Конрад II (Швабия)
Вижте пояснителната страница за други личности с името Конрад II.
Конрад II (на немски: Konrad II, * февруари/март 1172; † 15 август 1196, Дурлах) от династията Хоенщауфен, е херцог на Ротенбург (1189 – 1191) и херцог на Швабия (1191 – 1196).

## Биография
Той е петият син на император Фридрих I Барбароса и втората му съпруга Беатрис Бургундска.
Конрад е господар на Вайсенбург и Егер. През 1189 г. получава земите на Хоенщауфените около замък Ротенбург в Средна Франкония и затова е наричан също Конрад фон Ротенбург (Konrad von Rothenburg).
През май 1187 г. започват преговорите за женитбата на Конрад за принцесата-наследничка Беренгела Кастилска. Те се женят през юли 1188 г. в Испания. Обаче десетгодишната му съпруга не пристига в двора на Хоенщауфените, както било договорено на Коледа 1190 г., заради конфликти с Велфите. През 1191 г. папа Целестин III разтрогва брака им.
Конрад тръгва с войската под командването на брат му Хайнрих VI към Рим за неговата коронизация на 15 април 1191 г. След коронизацията войската тръгва да завладее Норманското царство в Сицилия. Заради избухналата през август 1191 г. малария походът е прекратен в Неапол. Същата година Конрад става рицар и херцог на Швабия. През 1194 г. той придружава Хайнрих VI отново в успешното завладяване на Норманското царство в Сицилия. След връщането му обратно в Германия, Конрад е убит на 15 август 1196 г. в Дурлах. Погребан е в манастир Лорх в Баден-Вюртемберг.